# Galium kamtschaticum
Galium kamtschaticum är en måreväxtart som beskrevs av Georg Wilhelm Steller och Schult.. Galium kamtschaticum ingår i släktet måror, och familjen måreväxter.

## Underarter
Arten delas in i följande underarter:
- G. k. kamtschaticum
- G. k. yakusimense